# 格羅夫蘭 (麻薩諸塞州)
格羅夫蘭（英語：Groveland）是一個位於美國麻薩諸塞州艾塞克斯縣的鎮。

## 人口
根據2020年美國人口普查的數據，格羅夫蘭的面積為24.40平方千米，當中陸地面積為23.30平方千米，而水域面積為1.20平方千米。當地共有人口6752人，而人口密度為每平方千米277人。